# Comuna Drofîne, Nîjnohirskîi
Drofîne (în ucraineană Дрофине) este o comună în raionul Nîjnohirskîi, Republica Autonomă Crimeea, Ucraina, formată din satele Drofîne (reședința), Iastrubkî și Strepetove.

## Demografie
Componența lingvistică a comunei Drofîne
     Rusă (50,76%)
     Tătară crimeeană (34,05%)
     Ucraineană (13,53%)
     Alte limbi (0,84%)
Conform recensământului din 2001, majoritatea populației comunei Drofîne era vorbitoare de rusă (50,76%), existând în minoritate și vorbitori de tătară crimeeană (34,05%) și ucraineană (13,53%).